# Clavet
Clavet es un pueblo canadiense situado en la provincia de Saskatchewan.

## Superficie
Clavet tiene una superficie de 0,86 km².

## Demografía
En 2021, tenía 450 habitantes, una densidad poblacional de 523,4 hab./km², y 150 viviendas.